# یواس‌اس کاناندی (آی‌ایکس-۲۳۳)
یواس‌اس کاناندی (آی‌ایکس-۲۳۳) (به انگلیسی: USS Canandaigua (IX-233)) یک کشتی بود. این کشتی در سال ۱۹۴۵ ساخته شد.